# کلاریسویل (مریلند)
کلاریسویل (به انگلیسی: Clarysville) شهری در ایالت مریلند کشور ایالات متحده آمریکا است که جمعیت آن در سرشماری سال ۲۰۱۰ میلادی، ۷۳ نفر بوده‌است.